# 春城 (犹他州)
春城（英文：Spring City），是美国犹他州桑皮特县下属的一座城市。建市于 1852年，面积大约为1.33平方英里（3.4平方公里），海拔约为5,823英尺（1,775米）。根据2010年美国人口普查，该市有人口988人。